# BR Standard Clase 9F 92220 Evening Star
La BR Clase Standard 9F número 92220 Evening Star es una locomotora de vapor británica preservada hasta la actualidad. Puesta en servicio en 1960, fue la última máquina de vapor fabricada por British Railways, con la particularidad de ser el único ejemplar destinado a su conservación desde el momento en que se encargó. Recibió el número 999 de toda la gama de locomotoras del British Railways Standard.

## Construcción
La Evening Star fue construida en los Talleres de Swindon en 1960. Aunque fue la última en fabricarse, no fue la última 9F numéricamente, ya que los Talleres de Crewe ya había completado máquinas con números más altos. Estaba equipada con un ténder del tipo BR1G, y se le dio la librea verde BR Locomotive Green, normalmente reservada para locomotoras de pasajeros, completándose con una doble chimenea con recubrimiento de cobre. Todos los demás miembros de la clase de locomotoras de carga pesada fueron pintadas de negro.

### Nombre
La 92220 fue la única Clase 9F que se nombró (y además, se vistió con la librea verde BR Locomotive Green propia de los trenes exprés de pasajeros) cuando entró en servicio con el BR, aunque posteriormente otras 9F en preservación han recibido un nombre propio. 
El nombre Evening Star fue elegido mediante un concurso organizado en 1959-60 por el BR Western Region Staff Magazine. Hubo tres ganadores del concurso de ideas, el maquinista TM Phillips (de Aberystwyth), el calderero JS Sathi (de Old Oak Common) y FL Pugh (de Paddington), quienes sugirieron Evening Star.

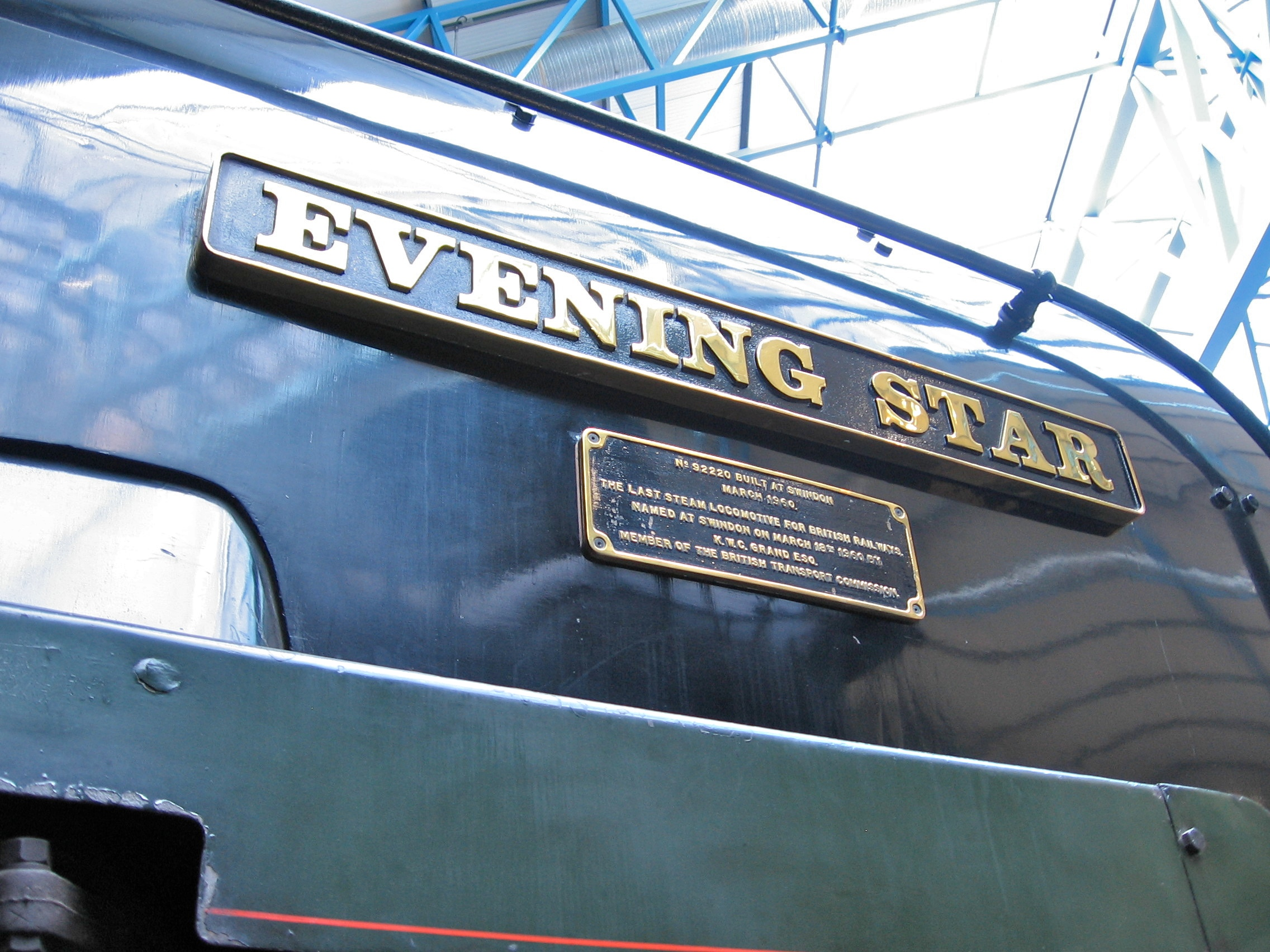
Placa con el nombre y placa de identificación

Se colocó una placa conmemorativa especial debajo de la placa de identificación, en los deflectores de humo. La placa conmemorativa dice:

No. 92220 built at Swindon
March 1960
The last steam locomotive for British Railways
Named at Swindon on March 18, 1960 by
K.W.C. Grand, Esq
Member of the British Transport Commission
No. 92220 construida en Swindon
Marzo de 1960
La última locomotora de vapor para los British Railways
Nombrada en Swindon el 18 de marzo de 1960 por
K.W.C. Grand, Esq
Miembro de la Comisión Británica de Transporte

Los originales en madera de esta placa conmemorativa y de la placa de la máquina fueron tallados por el fabricante de patrones Fred Marsh. 

#### Ceremonia de imposición del nombre

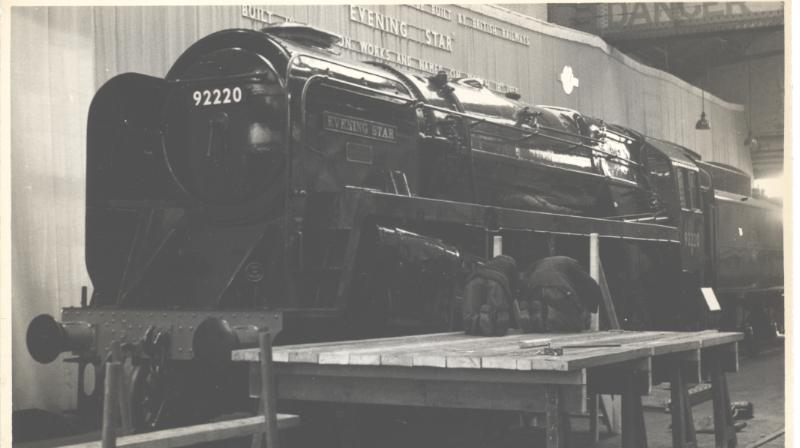
La locomotora 92220 Evening Star se encuentra en los Talleres de Swindon el 20 de marzo de 1960, poco después de la ceremonia de imposición del nombre

La ceremonia de imposición del nombre de la locomotora tuvo lugar el 18 de marzo de 1960 en los Talleres de Swindon, donde se construyó la locomotora. R. F. Hanks, Presidente de la Junta del Área Oeste de la Comisión de Transporte Británica, pronunció un discurso:
La locomotora fue nombrada por Keith Grand, de la Comisión de Transporte Británica, descubriendo la placa de identificación con el rótulo Evening Star.

## En servicio
La 92220 se usó sobre la región occidental y sobre la línea del Ferrocarril Conjunto Somerset & Dorset. Su principal función consistía en remolcar cargas pesadas. Sin embargo, la 92220 nunca fue una locomotora cualquiera, y su funcionamiento se controló de cerca "para garantizar que volviera a su hogar regularmente para su limpieza y mantenimiento a la vista de los servicios especiales y las exhibiciones para los que se requería la máquina".
Los días 27 y 28 de junio y 1 de julio de 1960, la número 92220, posteriormente asignada a las Cocheras de Cardiff Canton, transportó el buque insignia de la región occidental de la BR, los trenes expresos de pasajeros desde Paddington aCardiff, Swansea, Neyland y Fishguard Harbour; el Red Dragon con destino a Londres; y las circulaciones de regreso Capitals United Express entre Cardiff y Paddington. Según informes de la época, tuvo que retrasar su llegada a Paddington para permitir la finalización de los servicios del restaurante, porque estaba llegando demasiado pronto; superando fácilmente a las locomotoras regulares de pasajeros Britannia, lo que se pudo observar (mientras transportaba un tren completo con más de 10 coches de viajeros) en varias ocasiones. Sin embargo, su carrera en estos servicios emblemáticos se vio truncada por orden de la alta gerencia del BR, supuestamente por temor a daños en su tren de rodadura, que no estaba diseñado para el trabajo en un tren expreso a altas velocidades. La orden de la gerencia del BR, emitida después de recibir la noticia de los servicios del 27 al 28 de junio, no se hizo cumplir hasta después de que el maquinista Eddie Broom, jefe del Comité del Departamento Local de Canton Shed (el delegado local de la sucursal de ASLEF, la Sociedad Asociada de Ingenieros de Locomotoras y del extremadamente poderoso sindicato de maquinistas), pudo conducir el 1 de julio de 1960 la Evening Star en el recorrido del Capital United Express.
El 16 de julio de 1962 y el 18 de julio de 1962, la locomotora fue fotografiada en las cocheras de Gloucester Barnwood, y el 8 de septiembre de 1962 transportó el último Pines Express en el Ferrocarril conjunto Somerset & Dorset. La Evening Star era capaz de transportar trenes expresos de pasajeros a más de 90 millas por hora (144,8 km/h) en los servicios Red Dragon y Capitals United Express. Se retiró en 1965 y se almacenó en el patio de maniobras deSevern Tunnel Junction, tras sufrir daños menores en un accidente de maniobras en los muelles de Cardiff. En el momento de ser dada de baja, su vida laboral era de tan solo cinco años. Posteriormente se conservó como parte de la Colección Nacional. A finales de 1966, la locomotora, por entonces en pésimas condiciones, fue remolcada a los Talleres de Crewe a través de Shrewsbury para su revisión y restauración.

## Preservación

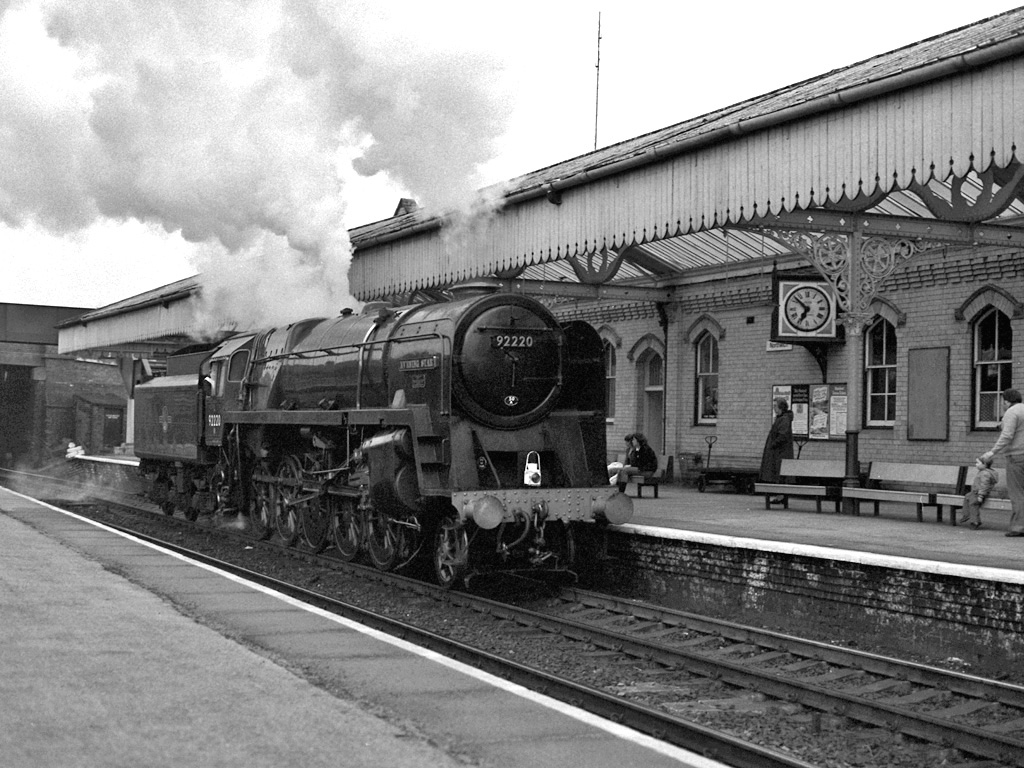
La 92220 pasa por la estación de Northwich hacia el Museo Nacional del Ferrocarril el 21 de mayo de 1983

La Evening Star permaneció en funcionamiento en la década de 1980 durante mucho tiempo. Es una de las nueve 9F sobrevivientes. Desde julio de 1973 operó en el Ferrocarril de Keighley & Worth Valley, trasladándose al Museo Nacional del Ferrocarril de York, en mayo de 1975. En 1986 se prestó al Ferrocarril North Yorkshire Moors y en 1989 al Ferrocarril West Somerset. Desde su retirada, ha permanecido en exposición estática en el Museo Nacional del Ferrocarril.
Después de un breve período de exhibición en el Museo Nacional del Ferrocarril de Shildon, la máquina regresó a su lugar de nacimiento, los Talleres de Swindon, el 3 de septiembre de 2008. La Evening Star permaneció en exhibición durante dos años en el Museo del Ferrocarril de Vapor de Swindon para celebrar su 50 aniversario. Regresó a York en 2010, mientras que la locomotora GWR No. 4003 Lode Star ocupó su lugar en Swindon. 

## Otras locomotoras llamadasEvening Star
- Una locomotora 2-2-2 Clase Star operada por el Ferrocarril Great Western, construida en 1839[18]
- Una locomotora de la Clase 4000 operada por el GWR, construida en 1907[5][19]
- La British Rail Clase 90 No.90013, construida en los Talleres de Crewe, y nombrada en julio de 2010 por la National Express East Anglia en Ipswich en honor a un periódico local[20]
- La British Rail Clase 66 No.66779, último miembro de su clase, nombrada por la GB Railfreight en mayo de 2016[21]